# Blepharicera diminutiva
Blepharicera diminutiva is een muggensoort uit de familie van de Blephariceridae. De wetenschappelijke naam van de soort is voor het eerst geldig gepubliceerd in 1978 door Hogue.